# Liste der Kantone im Département Hérault
Das Département Hérault liegt in der Region Okzitanien in Frankreich. Es untergliedert sich in drei Arrondissements mit 25 Kantonen (französisch cantons).
Siehe auch: Liste der Gemeinden im Département Hérault

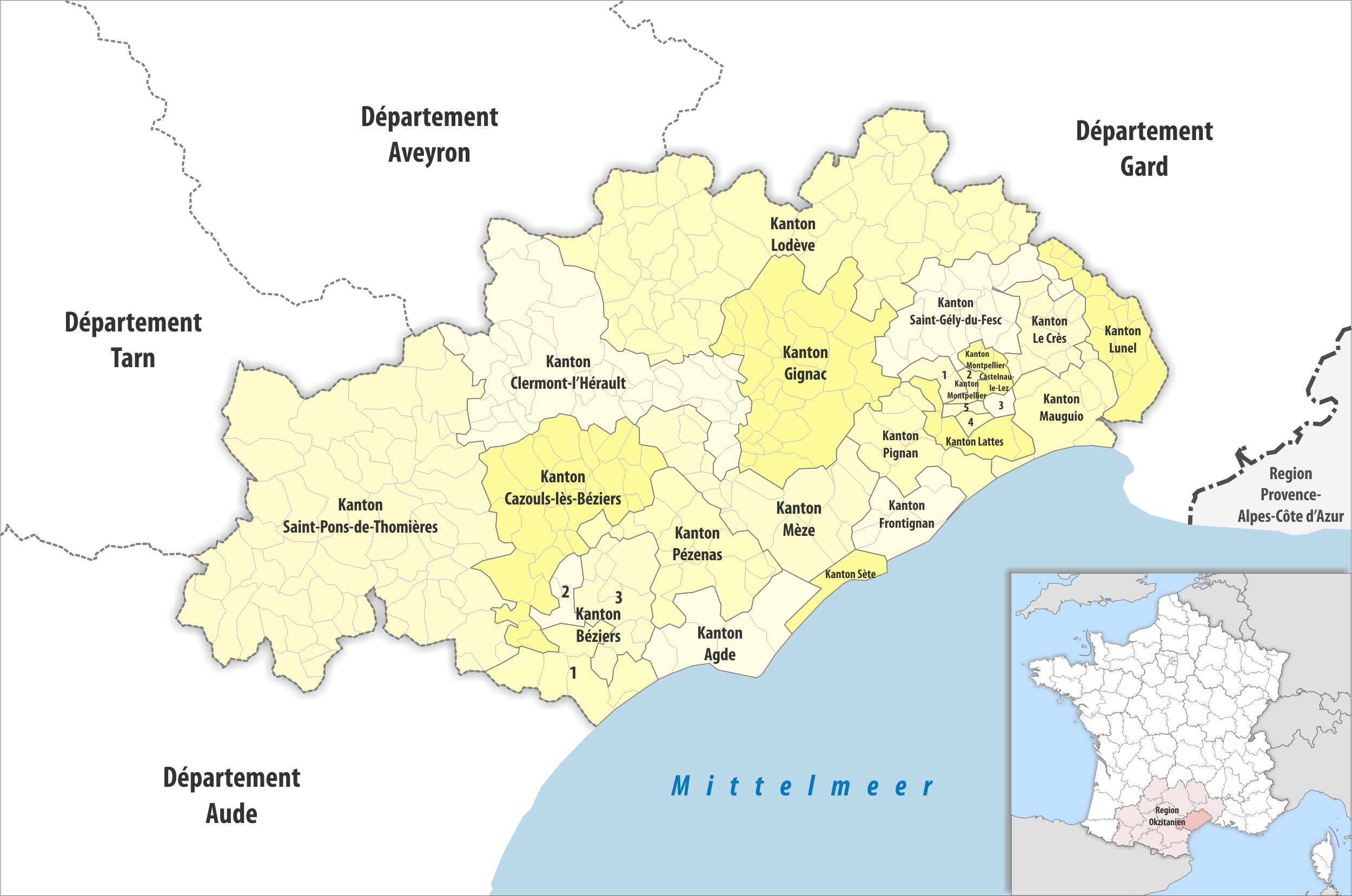
Gemeinden und Kantone im Département Hérault

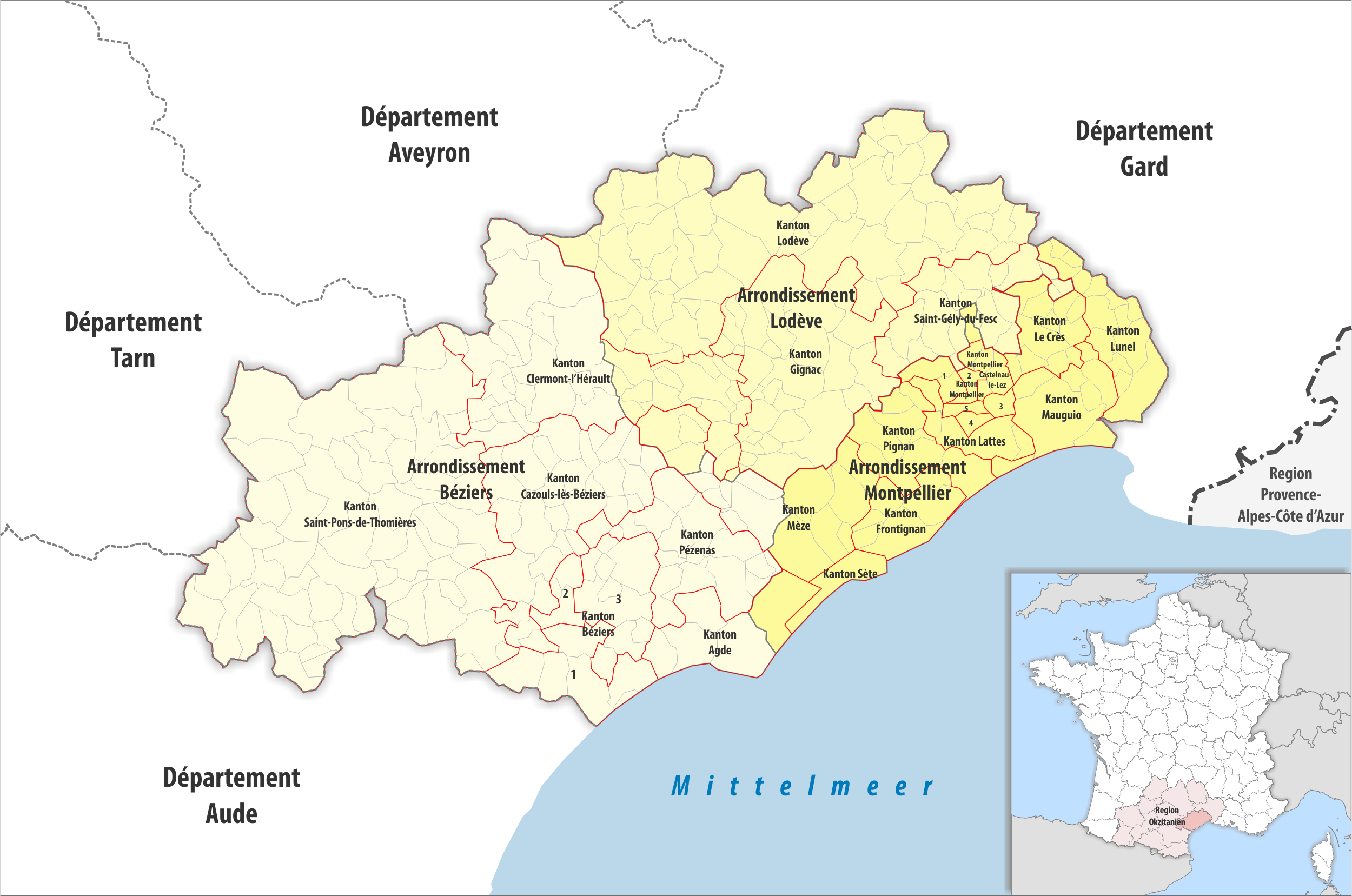
Gemeinden, Arrondissemente und Kantone im Département Hérault

| Kanton                         | Gemeinden | Einwohner 1. Januar 2022 | Fläche km² | Dichte Einw./km² | Code INSEE | Arrondissement(e)            |
| ------------------------------ | --------- | ------------------------ | ---------- | ---------------- | ---------- | ---------------------------- |
| Agde                           | 5         | 52.712                   | 182,82     | 288              | 3401       | Béziers, Montpellier         |
| Béziers-1                      | 5 1⁄3     | 43.063                   | 146,41     | 294              | 3402       | Béziers                      |
| Béziers-2                      | 2 1⁄3     | 43.685                   | 48,82      | 895              | 3403       | Béziers                      |
| Béziers-3                      | 8 1⁄3     | 48.045                   | 144,39     | 333              | 3404       | Béziers                      |
| Cazouls-lès-Béziers            | 28        | 43.911                   | 413,99     | 106              | 3405       | Béziers                      |
| Clermont-l’Hérault             | 39        | 45.397                   | 629,65     | 72               | 3406       | Béziers, Lodève              |
| Le Crès                        | 11        | 48.118                   | 106,91     | 450              | 3407       | Montpellier                  |
| Frontignan                     | 6         | 46.946                   | 92,40      | 508              | 3408       | Montpellier                  |
| Gignac                         | 28        | 41.749                   | 481,04     | 87               | 3409       | Lodève                       |
| Lattes                         | 5         | 57.507                   | 64,74      | 888              | 3410       | Montpellier                  |
| Lodève                         | 54        | 36.711                   | 1.055,31   | 35               | 3411       | Lodève                       |
| Lunel                          | 14        | 51.919                   | 157,91     | 329              | 3412       | Montpellier                  |
| Mauguio                        | 8         | 45.624                   | 114,76     | 398              | 3413       | Montpellier                  |
| Mèze                           | 18        | 43.019                   | 292,90     | 147              | 3414       | Béziers, Lodève, Montpellier |
| Montpellier-1                  | 1 ⁄6      | 56.414                   | 23,40      | 2.411            | 3415       | Montpellier                  |
| Montpellier-2                  | 1⁄6       | 56.277                   | 12,25      | 4.594            | 3416       | Montpellier                  |
| Montpellier-3                  | 1⁄6       | 54.287                   | 13,98      | 3.883            | 3417       | Montpellier                  |
| Montpellier-4                  | 1⁄6       | 68.969                   | 11,91      | 5.791            | 3418       | Montpellier                  |
| Montpellier-5                  | 1⁄6       | 54.215                   | 7,36       | 7.366            | 3419       | Montpellier                  |
| Montpellier - Castelnau-le-Lez | 4 1⁄6     | 68.494                   | 34,22      | 2.002            | 3420       | Montpellier                  |
| Pézenas                        | 15        | 37.606                   | 245,92     | 153              | 3421       | Béziers                      |
| Pignan                         | 8         | 46.169                   | 138,18     | 334              | 3422       | Montpellier                  |
| Saint-Gély-du-Fesc             | 20        | 46.532                   | 241,36     | 193              | 3423       | Lodève, Montpellier          |
| Saint-Pons-de-Thomières        | 59        | 34.872                   | 1.416,17   | 25               | 3424       | Béziers                      |
| Sète                           | 1         | 45.090                   | 24,21      | 1.862            | 3425       | Montpellier                  |
| Département Hérault            | 342       | 1.217.331                | 6.101,01   | 200              | 34         | –                            |

## Liste ehemaliger Kantone
Bis zum Neuzuschnitt der französischen Kantone im März 2015 war das Département Hérault wie folgt in 49 Kantone unterteilt:
| Arrondissement | Kantone |
| -------------- | --- |
| Béziers        | Agde, Bédarieux, Béziers-1, Béziers-2, Béziers-3, Béziers-4, Capestang, Florensac, Montagnac, Murviel-lès-Béziers, Olargues, Olonzac, Pézenas, Roujan, Saint-Chinian, Saint-Gervais-sur-Mare, Saint-Pons-de-Thomières, La Salvetat-sur-Agout, Servian                     |
| Lodève         | Aniane, Le Caylar, Clermont-l’Hérault, Ganges, Gignac, Lodève, Lunas, Saint-Martin-de-Londres |
| Montpellier    | Castelnau-le-Lez, Castries, Claret, Frontignan, Lattes, Lunel, Les Matelles, Mauguio, Mèze, Montpellier-1, Montpellier-2, Montpellier-3, Montpellier-4, Montpellier-5, Montpellier-6, Montpellier-7, Montpellier-8, Montpellier-9, Montpellier-10, Pignan, Sète-1, Sète-2 |